# Knock Nevis
O Knock Nevis (2004–2009) foi um navio petroleiro de enormes dimensões. Ao longo de sua carreira recebeu também os nomes Seawise Giant (1979–1989), Happy Giant (1989–1991), Jahre Viking (1991–2004) e por último Mont (2009–2010). Foi o maior navio do mundo e também o mais pesado objeto móvel já construído pelo homem até ao seu desmantelamento em 2010. O navio era classificado como ULCC (Ultra Large Crude Carrier)..

## História
O seu primeiro dono recusou receber a encomenda, pelo que o estaleiro que o construiu, da empresa japonesa Sumitomo, vendeu-o em 1979 a um armador chinês, que o batizou Seawise Giant.
Começou a navegar em 1981, batizado de Seawise Giant. Em 1988, foi bombardeado por caças iraquianos durante a guerra Irã-Iraque, sendo depois reformado, voltando a navegar em 1989, renomeado Happy Giant. 
Em 1991 foi rebatizado de Jahre Viking, nome pelo qual se tornou mundialmente famoso. Em 2004 o Jahre Viking deixou de navegar e foi convertido para transportar petróleo, onde foi novamente rebatizado com o nome Knock Nevis e passou a funcionar como um navio FSO (Floating Storage and Offloading) (Unidade flutuante de armazenamento e transferência) no Qatar para a Maersk Oil. Poucos portos no mundo podiam recebê-lo e normalmente ele não atracava em porto, descarregava o petróleo em navios menores. Devido ao seu grande calado era proibido de navegar pelo canal da Mancha, Canal de Suez e Canal do Panamá .

O Knock Nevis transportava petróleo do Golfo Pérsico para os Estados Unidos.
Enquanto um carro de passeio faz curva em um raio de 10 metros, o Jahre Viking só conseguia fazer curvas em um raio de 3,7 km. Na velocidade máxima, para parar totalmente o Jahre Viking são necessários 10 km de mar.
Para não perder tempo e se cansar, a tripulação da embarcação andava de bicicleta no seu gigantesco convés.

### Destino Final
Em 2009, uma empresa de desmantelamento de navios indiana comprou o petroleiro, que foi renomeado com a denominação Mont para sua última viagem, em dezembro daquele ano. Após os procedimentos de alfândega e de registro de entrada do navio na Índia, ele foi levado para Alang, o maior local de desmonte de navios do mundo, e encalhado em uma de suas praias para a demolição e aproveitamento do aço como sucata . No começo de Janeiro de 2010, o maior navio do mundo começou a ser desmontado, em uma operação que durou cerca de 1 ano, em função de seu tamanho gigantesco e das técnicas rudimentares utilizadas pelos sucateiros indianos (na qual se usam maçaricos a gás para cortar as chapas de aço dos navios). A sua âncora foi preservada e mantida no Museu Marítimo de Hong Kong (Hong Kong Maritime Museum) .

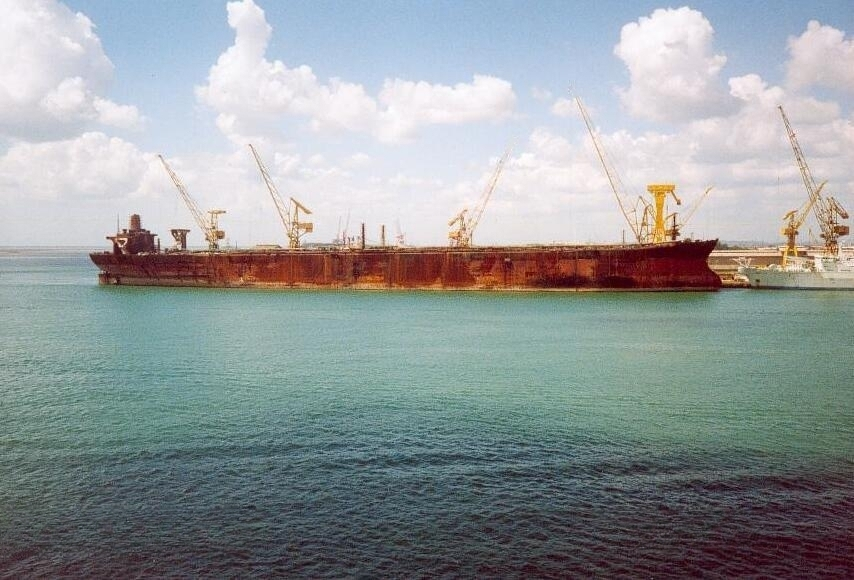
O navio Seawise Giant recebe reparos no estaleiro naval da Hitachi, após ter sido atingido por um míssil anti-navio MBDA Exocet iraquiano.

## Características
- Comprimento: 458,46 metros
- Largura: 68,8 metros
- Área do deck: 31 541 m²
- Calado: 29,8 metros
- Peso Carregado: 564.763 toneladas
- Capacidade de Carga: 674 297 metros cúbicos ou 4 240 865 barris de petróleo, distribuídos em 46 tanques.
- Espessura do Casco: 3,5 cm
- Propulsão: Turbinas a vapor (50 mil HP), 1 hélice de 9 metros de diâmetro, girando a 85 RPM
- Velocidade Máxima: 16 nós
- Tripulação: 40